# Буфф, Оливер
Оливер Буфф (нем. Oliver Buff; род. 3 августа 1992, Баден, Аргау) — швейцарский футбольный полузащитник.
Чемпион мира среди юниоров (до 17 лет) 2009 года.

## Карьера

### В клубах
В 2009—2017 годах Буфф выступал за «Цюрих», завоевал с клубом Кубок Швейцарии 2013/14.

### В сборных
Оливер играл в сборных Швейцарии всех возрастов, с командой из игроков до 17 лет стал чемпионом мира, став автором победного гола в четвертьфинальном матче с итальянцами. До этого стал бронзовым призёром чемпионата Европы 2009 года в этой возрастной категории.
Участвовал в Олимпийских играх 2012 года в Лондоне, где провёл матч один против сборной Габона.

## Достижения
Сборная Швейцарии
- Бронзовый призёр чемпионата Европы (до 17 лет): 2009
- Чемпион мира (до 17 лет): 2009

«Цюрих»
- Серебряный призёр чемпионата Швейцарии: 2010/11
- Обладатель Кубка Швейцарии: 2013/14